# Culardoch
Culardoch är ett berg i Storbritannien.   Det ligger i kommunen Aberdeenshire och riksdelen Skottland, i den norra delen av landet, 600 km norr om huvudstaden London. Toppen på Culardoch är 896 meter över havet, eller 304 meter över den omgivande terrängen. Bredden vid basen är 7,4 km.
Terrängen runt Culardoch är huvudsakligen kuperad.Runt Culardoch är det mycket glesbefolkat, med 2 invånare per kvadratkilometer. Närmaste större samhälle är Ballater, 18,0 km öster om Culardoch. I omgivningarna runt Culardoch växer i huvudsak blandskog.